# Tilisunabad
Das Tilisunabad (auch „Wildbad im Tilisunatal“ oder „Wildbad Schönau“, etwa 1090 m ü. A.) war ein in Tschagguns in Vorarlberg (Österreich) unter dem Ziegerberg liegendes Heilbad und lag in der Parzelle „Hof Bädli“.

## Geschichte
Der Beginn der Nutzung der Heilquelle im Tilisunabad ist nicht bekannt. 1608 wurde das Bad urkundlich erwähnt, am 23. Februar 1738 durch eine Lawine zerstört, wieder aufgebaut und weitergeführt. Um 1800 stand hier immer noch ein großes Bauernhaus in rätoromanischem Stil in dessen Kellerräumen Badewannen für den Badebetrieb installiert waren. 1810 wurde der Badmeister Franz Thomas Fleisch wegen seiner Verschwendungssucht entmündigt.
Um 1840 wurde das Bad von einem Herr Würbel geführt, welches er zuvor von der Familie Brugger übernommen hatte. Im Bad selbst soll es der mündlichen Überlieferung nach recht ausgelassen zugegangen sein.
Aus dem Tschaggunser Tilisunabad und dem Bad Hinterplärsch (Bad Fohrenburg) musste ein „Bädergeld“, eine Art von Wellnesssteuer, an die Obrigkeit abgeführt werden.
Wann der Badebetrieb eingestellt wurde, ist nicht bekannt.

## Badebetrieb und Heilquelle
Bei der verwendeten Heilquelle handelte es sich um eine kalte Schwefelquelle und eine eisenhaltige Quelle (ähnlich der Quelle im Heilbad Silbertal). Insgesamt sollen vier „unterschidliche costliche Wässer“ in Verwendung gestanden haben. Höhepunkt der Nutzung der Heilquelle lag etwa Mitte 17. bis Mitte des 18. Jahrhunderts.
In Eduard Jos Kochs Abhandlung aus dem Jahr 1843: „Abhandlung über Mineralquellen in allgemein wissenschaftlicher Beziehung und Beschreibung aller in der Oesterreichischen Monarchie bekannten Bäder und Gesundbrunnen“, fand das Bad bereits keine Erwähnung mehr. Josef Zehenter erwähnte das Tilisunabad 1895 in Mineralquellen Vorarlbergs und vermerkte hierzu, dass die Badeanstalt schon länger aufgelassen sei.
Das Bad erlangte nie mehr als regionale Bedeutung (Bauernbad). Die Unterkunft war einfach gehalten und auch der „Badbutz“ soll nach Überlieferungen hier sein Unwesen getrieben haben.

## Geographie / Topographie
Das Tilsunabad war etwa 2 km Luftlinie von Tschagguns, 3 km von Schruns und 13 km von Bludenz entfernt.
Südöstlich der Parzelle „Hof Bädli“ befindet sich das „Schwefelried“ und auch der hier befindliche Badweg erinnert noch an die frühere Funktion der Parzelle.